# Référendum liechtensteinois de 1987
Un référendum a lieu au Liechtenstein le 13 septembre 1987.

## Contenu
Le référendum porte sur la mise en place d'une question subsidiaire lors de référendum commun à plusieurs propositions.

## Contexte
Lors d'une double votation deux ans auparavant les deux propositions soumises au vote reçoivent plus de vote que le "non", sans qu'aucune ne soit valide, n'ayant pas indépendamment reçues plus de 50 % des voix.
Une initiative de la Liste libre propose d'amender les articles 85-5 et 84-3 de la constitution du Liechtenstein afin qu'une question subsidiaire soit posée lors des référendums à plusieurs propositions. En cas de double oui - ou plus - dont la somme est supérieure au résultat du non, la question subsidiaire départage l'issue du scrutin et permet la validation d'une des propositions.
L'initiative ayant réunie les signatures de plus de 1 000 inscrits, elle est présentée au Landtag le 24 juin 1987 dans le cadre de l'article 64-2 de la constitution. Le parlement l'approuve à 9 voix contre 5, mais décide de soumettre le projet de loi à la votation populaire dans le cadre de l'article 66 de la constitution.

## Résultat
| Choix                       | Votes  | %     |
| --------------------------- | ------ | ----- |
| Pour                        | 4 181  | 62,95 |
| Contre                      | 2 461  | 37,05 |
| Votes blancs et invalides   | 343    | –     |
| Total                       | 6 985  | 100   |
| Inscrits/Participation      | 12 923 | 54,05 |
| Source : Démocratie Directe |        |       |